# سباق القوارب في الألعاب الأولمبية الصيفية 2016
أقيمت مسابقات سباق القوارب في دورة الألعاب الأولمبية الصيفية 2016 في ريو دي جانيرو في تخصصين رئيسيين هما: سباق التعرج، وكانت في الفترة من 7 إلى 11 أغسطس 2016 أما التخصص الآخر فهو سباق القوارب ولقد أقيم في الفترة من 15-20 أغسطس 2016.
شارك حوالي 330 رياضيا في 16 حدث.